# ザ・ストリング・チーズ・インシデント
ストリング・チーズ・インシデント（The String Cheese Incident） は、1993年にアメリカ合衆国のコロラド州で結成されたジャム・バンドである。2007年に一度活動を停止したが、2009年より再び活動している。
2002年のフジロックフェスティバルで初来日。その後、2003年、2004年も来日公演、2005年には朝霧JAM、2006年には再びフジロックに出演している。

## メンバー
- ビル・ナーシ (Bill Nershi) - アコースティック・ギター、スティール・ギター、エレクトリック・ギター
- マイケル・カン (Michael Kang) - アコースティック、エレクトロニック・マンドリン、エレクトリック・ギター、ヴァイオリン
- マイケル・トラヴィス (Michael Travis) - ドラム、パーカッション
- キース・モーズリー (Keith Moseley) - ベース
- カイル・ホリングワース (Kyle Hollingsworth) - ピアノ、オルガン、ローズ・ピアノ、アコーディオン
- ジェイソン・ハン (Jason Hann) - パーカッション

## ディスコグラフィ

### アルバム
- Born on the Wrong Planet (1997年)
- A String Cheese Incident (1997年)
- 'Round the Wheel (1998年)
- Breathe (1999年) ※with ケラー・ウィリアムス
- Carnival '99 (2000年)
- 『アウトサイド・インサイド』 - Outside Inside (2001年)
- 『アンタイング・ザ・ノット』 - Untying the Not (2003年)
- 『ワン・ステップ・クローサー』 - One Step Closer (2005年)
- 『オン・ザ・カヴァー』 - On The Cover (2005年)
- Song in My Head (2014年)
- Believe (2017年)[1][2][3]
- Lend Me a Hand (2023年)[4][5][6]

### ライブ・シリーズ
- On the Road (2002年–2007年)
- Rhythm of the Road: Vol. 1, Incident in Atlanta – 11.17.00 (2010年)
- Rhythm of the Road, Vol. 2: Live in Las Vegas – July 2001 (2015年)

### 映像作品
- Pura Vida (2001年) ※VHS
- 『エヴォリューション』 - Evolution (2001年) ※VHS & DVD
- Bonnaroo Live (2002年) ※DVD
- Waiting For the Snow to Fall (2003年) ※DVD
- Live at the Fillmore Auditorium, Denver: March 23, 2002 (2003年) ※2枚組DVD
- The Big Compromise (2005年) ※ボーナスDVDには「making of "One Step Closer"」を30分収録
- Live from Austin, Texas (2006年) ※DVD
- Live from Rothbury Music Festival 2009 (2009年) ※live stream